# ホンキー・シャトー
『ホンキー・シャトー』（Honky Château）は、1972年に発表されたエルトン・ジョンのアルバム。

## 解説
パリの古城を改築したスタジオでの初収録が行われたアルバム。この後、幾度かここから傑作とされるアルバムを送り出すことになる。タイトルの「シャトー」は、これに由来。
これまでのポール・バックマスターの叙情的なオーケストラ・アレンジに代わりシンセサイザーを用いたことで、軽快なポップサウンドとなっている。
跳ねたピアノ演奏の「ホンキー・キャット」、当時話題となっていた宇宙飛行を「朝9時に家を出発し5日後に家に戻る」という一週間のサラリーマン生活の悲哀に掛けモチーフにした、リカット・シングル「ロケット・マン」がヒットした。ニューヨークに住む人々の生活を歌った「モナ・リザ・アンド・マッド・ハッター」は、アメリカ同時多発テロ事件後の追悼コンサートなどで披露された。
『ローリング・ストーン誌が選ぶオールタイム・ベストアルバム500』に於いて、251位にランクイン。

## 収録曲
全曲、作曲：エルトン・ジョン、作詞：バーニー・トーピン
サイド 1
1. ホンキー・キャット - "Honky Cat"
2. メロウ - "Mellow"
3. 自殺の予感 - "I Think I'm Going to Kill Myself"
4. スージィ - "Susie (Dramas)"
5. ロケット・マン - "Rocket Man (I Think It's Going to Be a Long Long Time)"

サイド 2
1. サルヴェイション - "Salvation"
2. スレイヴ - "Slave"
3. エイミー - "Amy"
4. モナ・リザ・アンド・マッド・ハッター - "Mona Lisas and Mad Hatters"
5. ハーキュリーズ - "Hercules"

### ボーナストラック (1995年 マーキュリー再発 / 1996年 ロケット再発)
1. スレイヴ（オルタネイティブバージョン） - "Slave (alternate version)" ※テンポの速いバージョン

## アルバム参加ミュージシャン
- エルトン・ジョン - ピアノ、ボーカル、エレクトリックピアノ（1）、オルガン（2）
- デイヴィー・ジョンストン - ギター（2-10）、バンジョー（1,7）、マンドリン（9）、バック・ボーカル（3,5,6,8,10）
- ナイジェル・オルソン - ドラム（1-8,10）、タンバリン（4）、コンガ（7）、バック・ボーカル（3,5,6,8,10）
- ディー・マレイ - ベース（1-10）、バック・ボーカル（3,5,6,8,10）
- レイ・クーパー - コンガ（8）
- デヴィッド・ヘンツェル - アープ・シンセサイザー（5,10）
- ジャン＝リュック・ポンティ - エレクトリックヴァイオリン（2,8）
- ガス・ダッジョン - ブラス・アレンジ（1）、ライノ・ホイッスル（10）、バック・ボーカル（10）
- ブラス
  - ジャック・ボロニェージ - トロンボーン（1）
  - イヴァン・ジュリアン - トランペット（1）
  - ジャン＝ルイ・ショータン - サクソフォーン（1）
  - アラン・アト - サクソフォーン（1）
- バック・ボーカル
  - マデリーン・ベル、リザ・ストライク、ラリー・スティール（6）
  - トニー・ハザード（6,10）
- 「レッグス」ラリー・スミス (Larry Smith) - タップ・ダンス（3）

## 製作
- ガス・ダッジョン - プロデューサー
- スティーヴ・ブラウン - 共同プロデューサー
- エド・キャラフ (Ed Caraeff) - カバー写真
- マイケル・ロス (Micheal Ross) - スリーヴ・デザイン & インナー・スリーヴ写真